# Communauté de communes de la Sologne des Rivières
Die Communauté de communes de la Sologne des Rivières ist ein französischer Gemeindeverband mit der Rechtsform einer Communauté de communes im Département Loir-et-Cher in der Region Centre-Val de Loire. Sie wurde am 27. November 2003 gegründet und umfasst sieben Gemeinden (Stand: 1. Januar 2019). Der Verwaltungssitz befindet sich in der Gemeinde Selles-Saint-Denis.

## Historische Entwicklung
Mit Wirkung zum 1. Januar 2019 trat die Gemeinde Marcilly-en-Gault aus dem Verband aus und schloss sich der Communauté de communes de la Sologne des Étangs an.

## Mitgliedsgemeinden
| Gemeinde                                          | Einwohner 1. Januar 2022 | Fläche km² | Dichte Einw./km² | Code INSEE | Postleitzahl |
| ------------------------------------------------- | ------------------------ | ---------- | ---------------- | ---------- | ------------ |
| La Ferté-Imbault                                  | 951                      | 50,02      | 19               | 41084      | 41300        |
| Orçay                                             | 216                      | 18,75      | 12               | 41168      | 41300        |
| Pierrefitte-sur-Sauldre                           | 752                      | 74,96      | 10               | 41176      | 41300        |
| Salbris                                           | 4.880                    | 106,61     | 46               | 41232      | 41300        |
| Selles-Saint-Denis                                | 1.340                    | 50,98      | 26               | 41241      | 41300        |
| Souesmes                                          | 1.013                    | 99,50      | 10               | 41249      | 41300        |
| Theillay                                          | 1.252                    | 96,38      | 13               | 41256      | 41300        |
| Communauté de communes de la Sologne des Rivières | 10.404                   | 497,20     | 21               | –          | –            |